# Săn bắt rùa

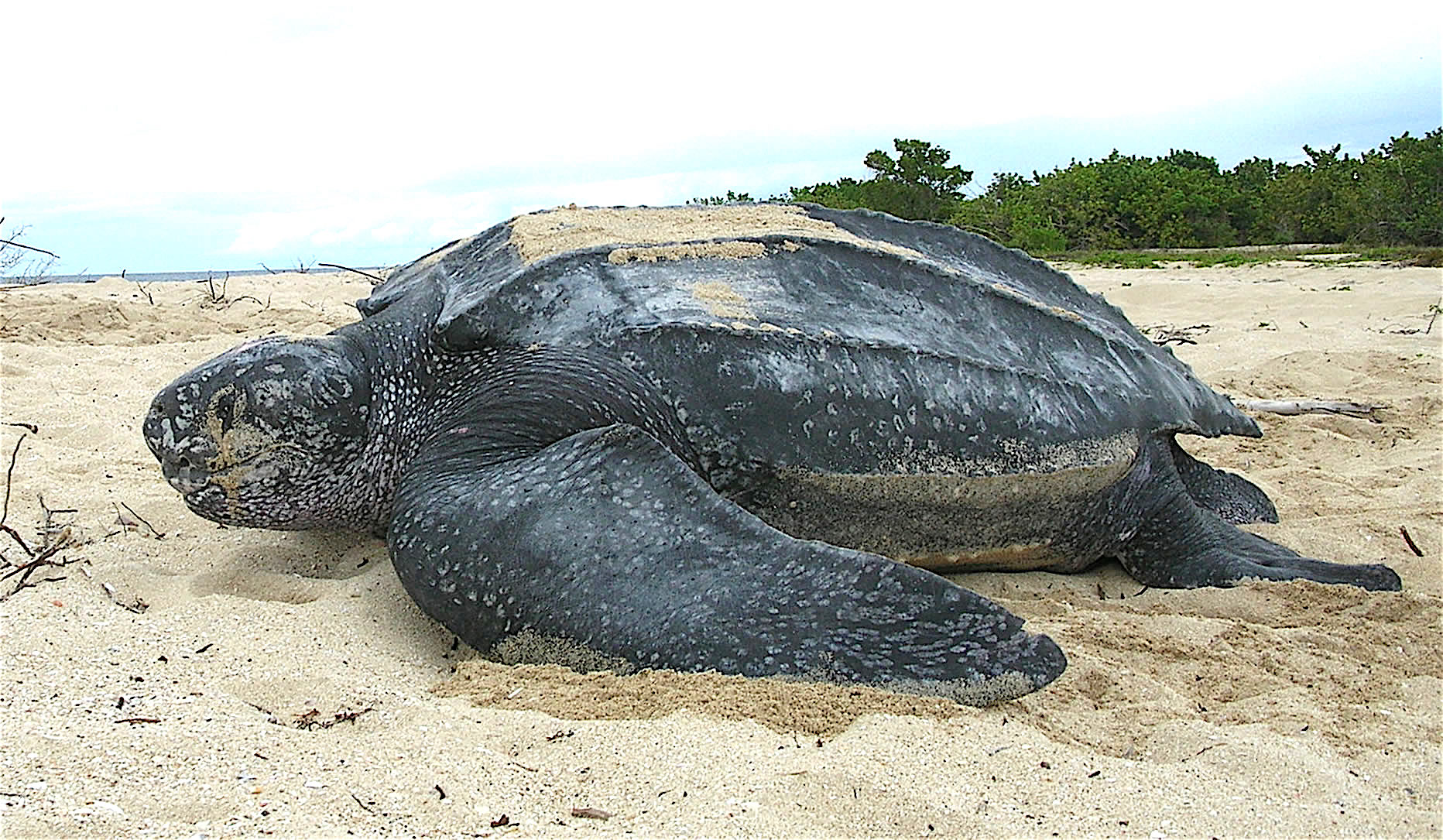
Rùa da là loài bị đánh bắt dữ dội và có nguy cơ tuyệt chủng cao

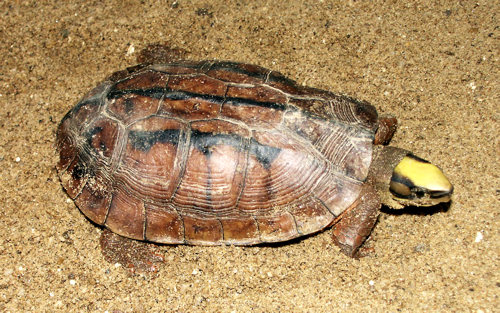
Rùa vàng hay rùa hộp ba vạch là loài bị săn lùng

Săn bắt rùa hay săn rùa hay bẫy rùa hay đánh bắt rùa là những hoạt động săn bắt các loài rùa. Săn bắt rùa là một phần của văn hóa nhân loại kể từ khi trở về giữa thiên niên kỷ thứ nhất trước Công nguyên, nơi rùa biển như rùa biển Hawksbill (Eretmochelys imbricata) được ăn như những món ngon ở các nước như Trung Quốc. Trung Quốc là cái “cối xay thịt rùa” khổng lồ của Châu Á Trong khi tiêu thụ và săn bắt rùa ít phổ biến hơn so với thời của tổ tiên của loài người, thực tế này vẫn là một phần của cộng đồng người trên toàn cầu, dù được thực hiện hợp pháp hay bất hợp pháp. Ngày nay, săn bắt rùa dẫn đến sự tận diệt của các loài rùa và là một trong những nguy cơ lớn của loài rùa biển vì nạn săn bắt và buôn bán rùa biển bất hợp pháp, hoạt động săn bắt rùa để lấy vỏ làm đồ lưu niệm hay thu thập trứng rùa của chúng.

## Thực trạng

### Đánh bắt

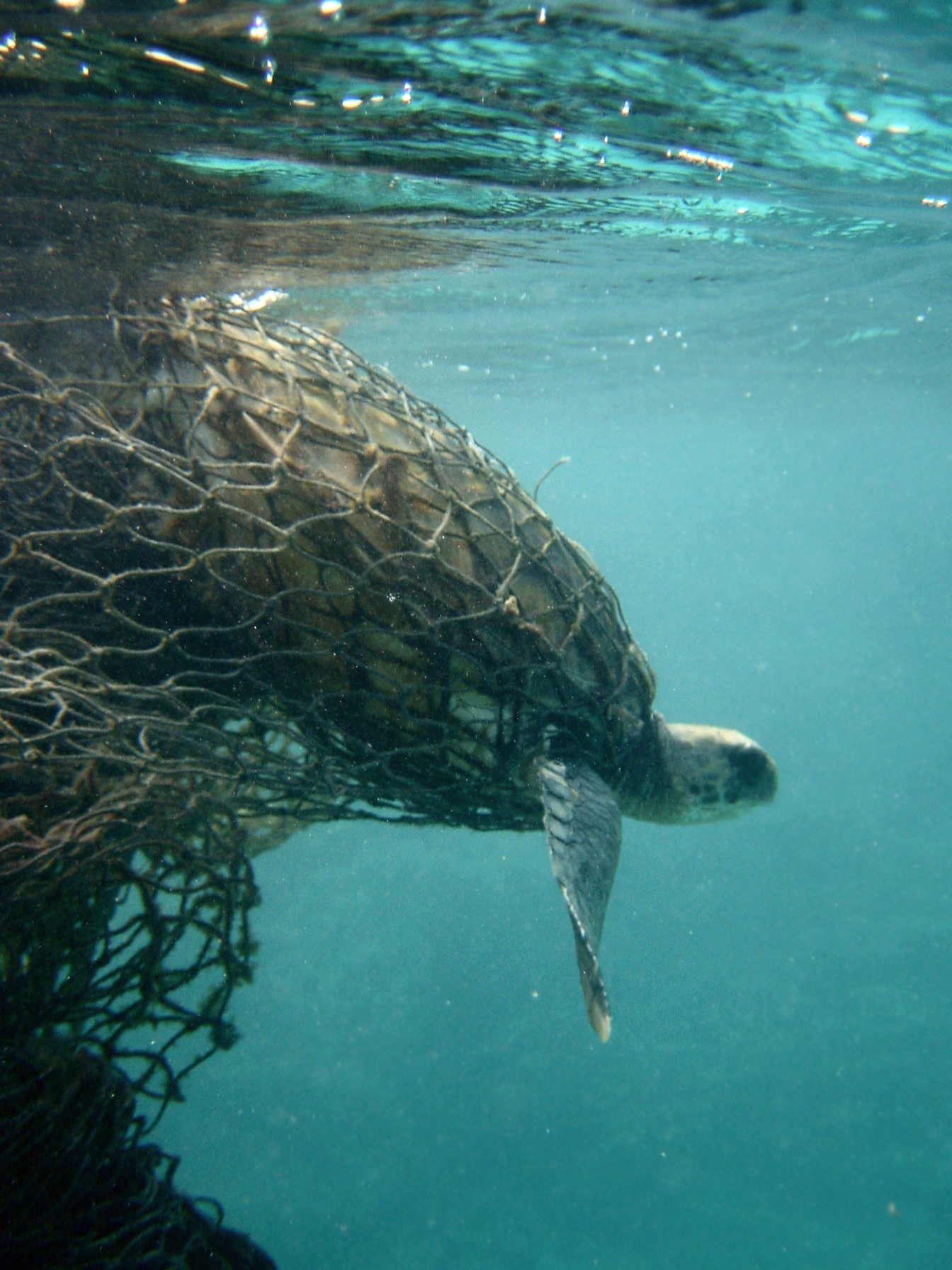
Một con rùa biển bị thả lưới

Đánh bắt rùa biển vì mục đích thương mại trở nên phổ biến toàn cầu từ những năm 1960 với khoảng 17.000 tấn rùa biển bị đánh bắt hàng năm. Đỉnh điểm của hoạt động khai thác rùa biển México vào năm 1968 với 380.000 cá thể. Trên thế giới, hàng năm có khoảng 42.000 cá thể rùa biển bị các ngư dân đánh bắt. Ở nhiều quốc gia và khu vực, việc đánh bắt rùa biển vẫn được coi là hoạt động hợp pháp. Đó là vùng biển Caribê, Ấn Độ Dương, Thái Bình Dương với sự tham gia khai thác của Papua New Guinea, Nicaragua và Australia.
Các quốc gia này đã đánh bắt khoảng 42.000 cá thể rùa biển mỗi năm, trong đó có tới 80% là vích. Mặc dù mức độ bảo vệ rùa biển ở cấp độ quốc gia và quốc tế đã tăng lên song các hoạt động khai thác hợp pháp đã tạo ra một lượng tử vong rất lớn. Đánh bắt hợp pháp chỉ chiếm một tỷ lệ nhỏ so với các mối đe dọa lớn hơn đến từ các hoạt động khai thác thủy sản bất hợp pháp đánh bắt không mong muốn. Đánh bắt không mong muốn là hoạt động đặt bẫy rùa biển vì mục đích thương mại có tác dụng làm suy giảm các loài khác.
Đến tuổi trưởng thành, rùa phải đối mặt với những cuộc săn tìm, giết hại của con người. Rất nhiều sản phẩm thương mại được chế biến từ rùa biển đã được bày bán khắp cả nước, thịt rùa và trứng rùa là món khoái khẩu. Kèm theo đó là các hoạt động bất hợp pháp khác như tổ chức xuất, nhập khẩu mai rùa biển nhằm cung ứng cho nhu cầu của khách du lịch trong và ngoài nước. Đặc biệt hơn tại một số nơi còn trực tiếp tiêu thụ thịt rùa và thậm chí trứng rùa cũng là món khoái khẩu của những du khách thập phương. Từ lâu, rùa biển vẫn luôn bị săn bắt để lấy thịt, trứng, mai và da. Rùa biển bị săn trộm để lấy thịt, trứng rùa bị thu hoạch một cách không bền vững, và mai rùa được sử dụng để làm đồ trang sức và hàng thủ công truyền thống bán cho khách du lịch.
Kết hợp với các mối đe dọa khác, nạn buôn bán bất hợp pháp đe dọa sự sống còn của một số quần thể rùa. Ngoài việc bị săn bắt để làm thức ăn, rùa biển còn được dùng để bào chế các bài thuốc y học cổ truyền, hoặc chế tác làm các mặt hàng xa xỉ. Mai đồi mồi được săn lùng nhiều nhất để chế tác thành đồ trang sức như vòng tay, hoa tai, kẹp tóc, tẩu thuốc lá, quạt hoặc đồ trang trí nội thất và đồ lưu niệm cho khách du lịch. Chính tình trạng săn bắt và tiêu dùng tràn lan này đang đẩy rùa biển đến tuyệt chủng. Tình trạng tiêu thụ các sản phẩm từ rùa biển trở thành một mối đe dọa nghiêm trọng đến quần thể loài. Đại bộ phận người tiêu dùng vẫn vô tư mua các sản phẩm làm từ rùa biển mà không biết rằng chính sự vô tình của mình làm suy giảm nghiêm trọng các quần thể rùa biển trong tự nhiên dẫn tới suy giảm nghiêm trọng nguồn cá biển.
Nguyên nhân chính dẫn đến việc tận diệt loại động vật biển quý hiếm này do diện nay nhu cầu về các sản phẩm từ rùa biển là rất lớn. Nhiều người cho rằng thịt rùa có tác dụng làm thuốc bổ, tăng ham muốn tình dục, chữa bệnh huyết áp thấp, trứng rùa được coi là một món ăn cao lương mỹ vị. Ngoài ra mai rùa sử dụng làm đồ trang trí thẩm mỹ với giá gần chục triệu đồng/cái. Nếu đặt rùa nhồi dưới móng nhà sẽ mang lại nhiều may mắn, đeo các sản phẩm làm từ rùa giúp chữa bệnh huyết áp thấp. Ngoài việc bị săn bắt để làm thức ăn, rùa biển còn được dùng để bào chế các bài thuốc y học cổ truyền, hoặc chế tác làm các mặt hàng xa xỉ. Mai đồi mồi được săn lùng nhiều nhất để chế tác thành đồ trang sức như vòng tay, hoa tai, kẹp tóc, tẩu thuốc lá, quạt hoặc đồ trang trí nội thất và đồ lưu niệm cho khách du lịch. Chính tình trạng săn bắt và tiêu dùng tràn lan này đang đẩy rùa biển đến tuyệt chủng.

### Săn lùng

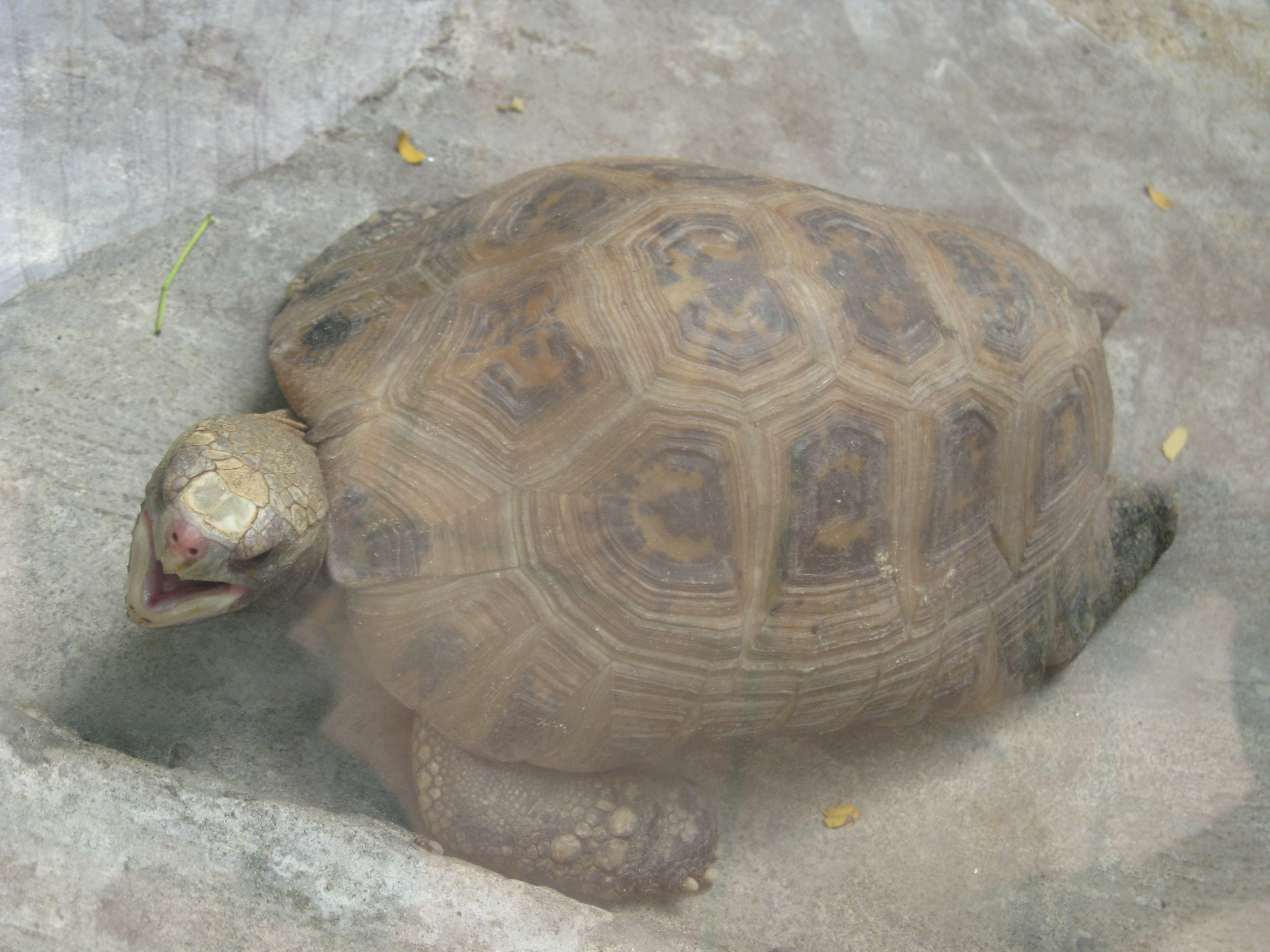
Rùa núi vàng

Từ tin đồn có người bắt được rùa vàng (rùa hộp ba vạch) bán được cả tỷ đồng, khiến nhiều người dân một số xã thuộc huyện Hương Khê (tỉnh Hà Tĩnh) xôn xao, đổ xô vào rừng để tìm kiếm, hy vọng đổi đời. Rùa là một trong nhóm tứ linh được xem là vị thần linh thiêng. Do đó, người gặp được rùa vàng (rùa hộp ba vạch) là xem như vận may đến, đây là loài rùa quý hiếm, rất ít người có thể bắt được. Nhiều người đã vào rừng đi săn rùa, thỏa mãn mộng làm giàu.
Từ lâu, người dân một số xã thuộc huyện Hương Khê (tỉnh Hà Tĩnh) truyền nhau rằng nếu người nào một lần trong đời có cơ may bắt được rùa vàng trong tự nhiên thì sẽ trở thành triệu phú chỉ sau một đêm, ở ngoài thị trường "chợ đen" loài rùa quý này được bán vài trăm triệu, thậm chí lên cả tỷ đồng, nếu còn nguyên con và gặp được khách mua. Nhưng về công dụng của loài rùa quý này thì có đến hơn 90% người dân địa phương trả lời không biết, số còn lại thì cũng trả lời chung chung. Vì rùa vàng có giá cao nên người dân sinh sống ở các khu vực đồi núi luôn ôm mộng được sở hữu để nhanh chóng trở thành tỷ phú, cách đây 40 năm có nhiều người địa phương bắt được rùa vàng mang bán lấy hàng chục triệu đồng.
Nhưng từ sau năm 1980 đến nay, loài rùa này bỗng nhiên biến mất. Thậm chí, nhiều người còn cho rằng loài vật tiền tỷ này tuyệt chủng ngoài tự nhiên. Nhưng cách đây không lâu, người dân địa phương rộ lên tin đồn, có một người dân thuộc xã Phương Mỹ và một người thuộc xã Hà Linh (huyện Hương Khê), trong một thời gian cách nhau không lâu, bắt được rùa vàng và trở thành tỷ phú. Có người địa phương cho biết, gần đây có người đã bắt được rùa vàng và bán với giá cao trong một lần đi rừng tìm mật ong và săn kỳ đà, đã vô tình bắt được một con rùa vàng mang đi bán được gần 1 tỷ đồng, như trường hợp có người đi vào rừng bắt chè khé (loại cua đá sống ở suối trên núi) và kỳ đà, đã bắt được rùa.

## Phương pháp

### Bắt rùa biển

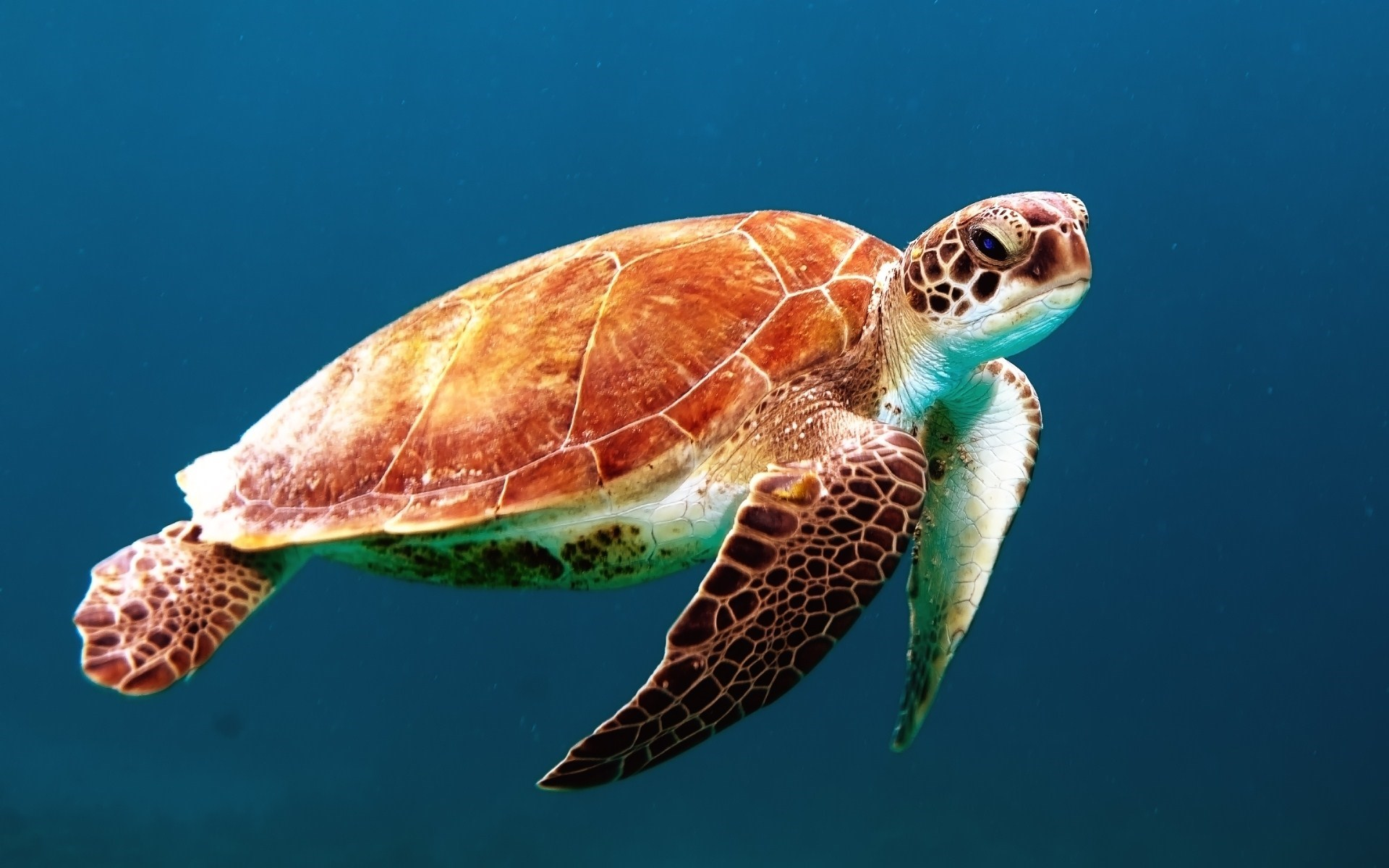
Rùa biển là loài dễ bị đánh bắt vì thói quen đơn giản của chúng

Những con rùa biển có nếp “sinh hoạt” khá ổn định, sau một ngày đi kiếm ăn, chúng thường nằm đu người trên vách san hô, hoặc chui vào các kẽ đá để ngủ. Ngư dân chỉ cần xuống soi đèn và thò tay tóm lên thuyền. Một đêm, mỗi thợ lặn chuyên nghiệp có thể kiếm vài con. Một chiếc thuyền đi lặn rùa, từ ngày xuất bến đến ngày về phải mất ròng rã gần một tháng. Nếu may mắn, mỗi chuyến như thế, một thuyền bắt được dăm, bảy chục con. Nơi sinh sống của ổ đồi mồi, rùa biển chính là những đảo đá ngầm, rạn san hô. Thợ lặn phải chuyên nghiệp mới có thể lặn xuống tận đáy biển bắt rùa, đồi mồi. Không ít tai nạn, thương vong do lặn bắt đồi mồi, rùa biển đã xảy ra. Ở Côn Đảo, một số người lén lút tới các hòn đảo ở Côn Đảo có rùa đẻ trứng để theo dõi, tìm cơ hội trộm trứng rùa và bắt luôn cả rùa mẹ. Sau đó, các đối tượng này tổ chức xẻ thịt và tìm đầu mối tiêu thụ là các nhà hàng, quán ăn. Những kẻ xấu thường theo dõi lực lượng kiểm lâm đi tuần xong, lên tìm rùa mẹ đẻ trứng tại các bãi để bắt rùa mẹ và trộm trứng.

### Bẫy rùa cạn

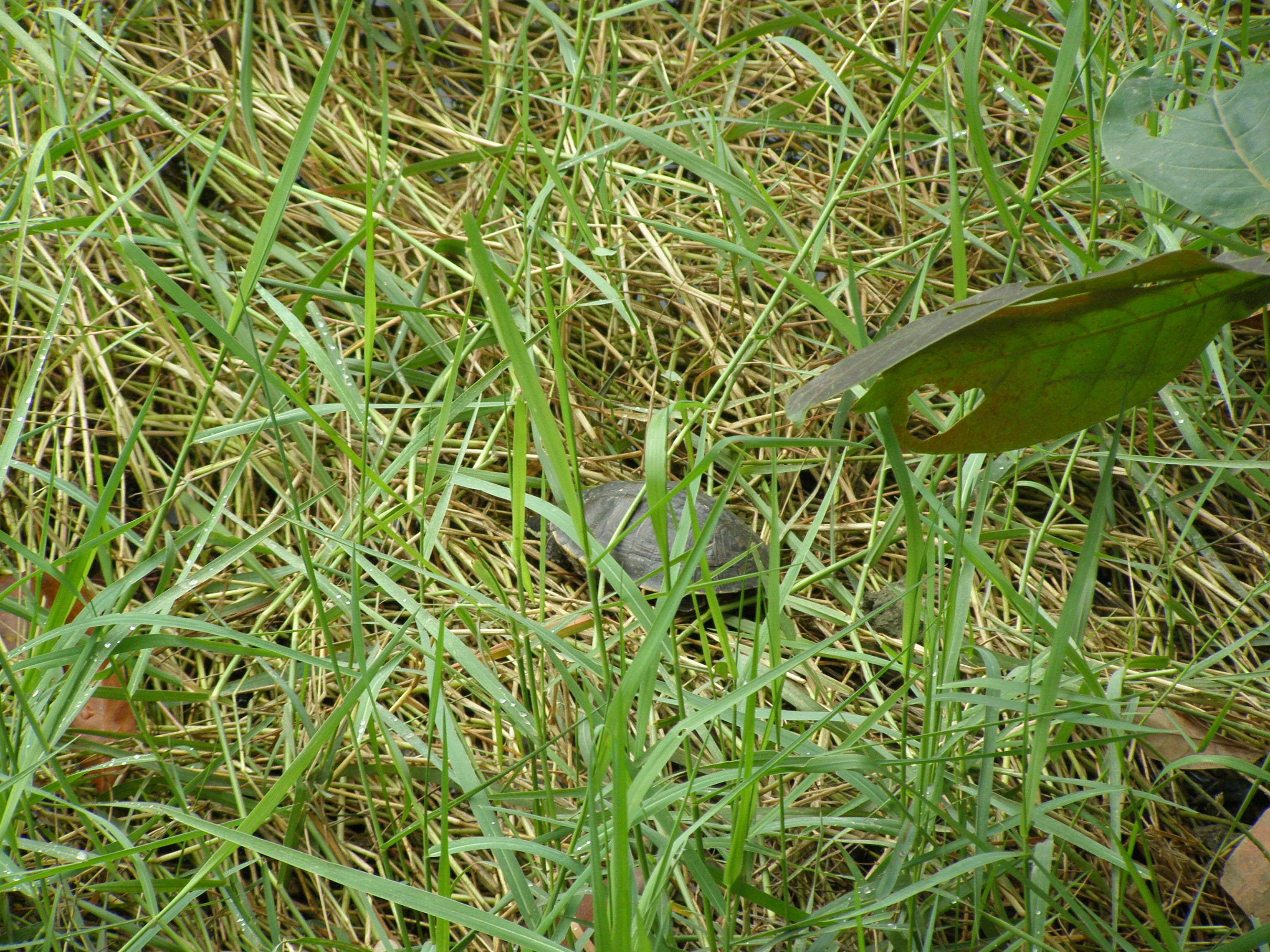
Một con rùa cạn ở Việt Nam

Bẫy rùa được trưởng nhóm phân ra làm hai loại để đặt dưới nước và trên cạn. Ở dưới nước bẫy được đặt bằng đó, nhét vào bên trong rất nhiều mồi cài vào các hốc rễ cây ngâm nước hoặc các tảng đá lớn, nếu rùa chui vào ăn mồi thì nằm gọn trong bẫy, hết đường chui ra. Bẫy trên cạn thì được đặt dọc con suối nơi có những lùm cây tiến (loại cây giống cây dương xỉ) vì loại rùa vàng rất thích những nơi ẩm ướt và các lùm cây rậm. Ở những vị trí đặt bẫy sẽ có thêm một vài điểm đặt mồi nhử rải rác dọc đường dẫn đến bẫy, sau đó đóng cọc giăng lưới hết xung quanh nếu rùa mò vào ăn mồi thì sẽ mắc vào lưới không ra được. Thịt thối còn được cho vào bẫy lồng tre (hình giáng giống bẫy chuột) sau đó đi rải khắp các bụi cây rậm rạp vì rùa là loài đẻ trứng, mỗi lần đẻ thì rất nhiều con và sống trong cùng một khu vực, chứ không cách xa nhau mấy quả đồi hay hàng chục cây số như loài khác.
Một số người còn cho rằng đây là loại rùa sống thành từng đôi và có trọng lượng từ 800g đến 1,5 kg. Loài rùa quý có thính giác và khứu giác khá nhạy, có thể phát hiện ra loài khác từ xa nên nếu đi đông sẽ phát ra tiếng ồn bị chúng phát hiện ra và bỏ đi mất. Do đó công đoạn kiếm thức ăn làm mồi nhử đó là các loại cây cỏ rừng, hoa quả và đặc biệt thức ăn khoái khẩu của rùa là thịt và xác động vật thối như lòng lợn, bò, gà, những thứ mồi bẩn này được gói kỹ trong túi ni lông. Rùa vàng ăn các loại quả, lá cây, các loại rong, bèo mọc ở suối và các khe rãnh, sâu bọ. Chúng đặc biệt thích xác động vật chết lúc trương thối nên mồi nhử chúng phải để cho dậy mùi. Hôm nay bỏ mồi, đêm mai đến phục, nếu khu vực đó có rùa nhất định sẽ mò tới thưởng thức món khoái khẩu, Cứ theo sở thích của nó rồi đặt bẫy nhất định sẽ thành công.
Ngoài ra còn chuẩn bị thêm các vật dụng như đó (được dùng để đơm cá, được đan bằng tre vót nhỏ và dây rừng) bẫy lồng rập đan bằng tre, lưới dù sợi tơ chuyên dùng để bẫy chim (loại có chiều cao từ khoảng 80 – 100 cm). Ngoài ra còn một số vật dụng cần thiết cho chuyến đi rừng như dao phát cây, rựa, rìu, một ít dây thừng, đèn pin, bật lửa, loài này sinh sống ở những vùng rừng âm u, nơi hiểm trở đầy rắn độc, thú dữ. Nhiều kẻ liều mạng chui sâu vào rừng tìm "vàng" để rồi bị rắn độc cắn không cứu chữa kịp, phải vĩnh viễn nằm lại rừng sâu. Một số người chỉ đi một mình và tìm những nơi rùa có khả năng trú ngụ. Thường rùa vàng ẩn nấp trong những đống lá cây mục nát ven suối hay ẩn ở các khe rãnh, chúng thích xác động vật thối, nên cứ dựa vào đó mà đi kiếm, có nhiều loại bẫy khác nhau, có loại thắt cổ, loại kẹp chân, còn loại nhốt trong rọ là dành riêng cho rùa, đến một con suối, bẫy rùa đặt dọc con suối này. Cứ cách khoảng 50m đặt một bẫy chìm dưới nước. Mồi cho rùa thường là cua chết, cá chết thối.
Thợ săn thường tắm dưới chân thác nước và gội đầu bằng lá cây rừng đây là một loại lá cây trông giống như lá cây Vừng có chất nhựa, mùi thơm dễ chịu, việc tắm bằng lá cây rừng sẽ giảm bớt mùi mồ hôi cơ thể tránh bị rùa quý phát hiện, vừa có thể phòng vắt, muỗi và các loại côn trùng khác, vừa là để hạ nhiệt, sau đó đi thăm dò và kiếm vị trí để đặt bẫy loanh quanh những con suối nhỏ có nước trong veo, bên dưới lòng sông toàn đá tảng bám đầy rong rêu. Hai bên bờ suối là cây cối um tùm. Lúc này tải mồi được đưa ra cho mọi người cắt thành từng miếng nhỏ chia nhau ra đặt bẫy trong vòng bán kính từ 1- 1,5 km, Lòng và xác động vật thối được thả làm bẫy rùa vàng sau đó họ rời khỏi nơi giăng bẫy và đi ra địa điểm cách đó chừng 5 km tìm chỗ lợp lán nghỉ ngơi và nằm đợi rùa quý sập bẫy.

### Săn rùa đồng

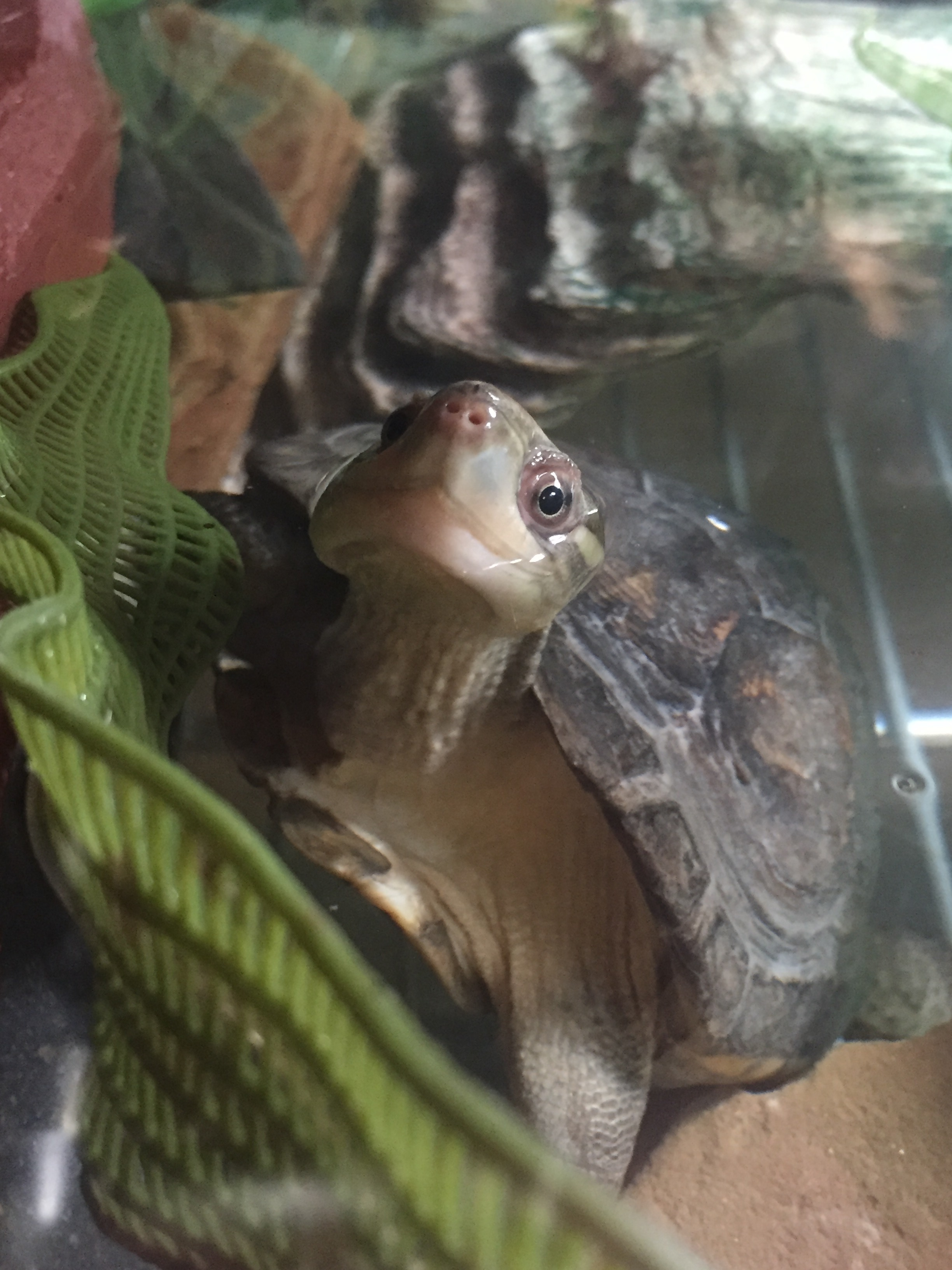
Một con rùa động (rùa ao vàng)

Rùa đồng (con gọi là rùa đẹp hoặc rùa nước) thường được săn lùng vào ban đêm, người ta sẽ mua lưới (lưới lồng dùng cảo các loại thủy hải sản ở đầm hồ) để săn rùa, nhiều người xoay xở mua lưới, bẫy nhử rồi rủ nhau lặn lội đêm ngày cả tháng trời săn bắt rùa. Tại các con suối, ao hồ, bất kỳ nơi nào nghi có rùa đều bị giăng đầy bẫy. Khắp những cánh đồng, ánh đèn pha của người đi bắt rùa chằng chịt. Rùa đồng thường sống thành bầy 4-8 con. Khi bắt được một con thì chắc chắn nơi đó sẽ còn nữa. Với mồi nhử này chỉ sau ba đêm là không con nào không chui vào lưới, mồi chủ yếu là ruột vịt, trứng vịt ung, thịt bò để nhử rùa, người ta thường gài bẫy bằng cách thắt dây cổ chó để bắt rùa khi đó một con rùa nặng 0,4 kg dính bẫy nhưng bị dây thắt cổ siết chết, phải lội hồ, ao, suối vào những nơi có cây rậm, lá ủ đặt đến hơn 50 tay lưới bẫy, cứ ba giờ đi thăm một lần

### Săn rùa đầm
Trong cuộc săn rùa, khi phát hiện rùa nổi ở khu vực nào, những thợ săn này sẽ chèo thuyền tiến lại, dọa cho chúng lặn thẳng xuống bùn. Nếu chúng lặn xuống khu vực sâu trên 10 mét thì không thể bắt được, nhưng nếu ở chỗ sâu vài mét, thì sẽ tiến hành truy bắt. Ngay sau khi rùa khổng lồ lặn xuống, chúng sẽ chạy dưới lòng hồ để tìm chỗ trốn. 4 chân ở hai bên mai khi cào xuống bùn sẽ tạo thành hai đường tăm thẳng hàng trên mặt nước. Người săn rùa phải tính được độ sâu của khu vực rùa lặn, tốc độ rùa chạy thì mới xác định đúng điểm cần đâm. Người săn rùa sẽ dùng đinh một đâm đón đầu vào điểm giữa của hai dải tăm để trúng tâm mai rùa. Nếu đâm trượt, rùa hoảng chạy thoát thân thì cả khu vực rộng lớn sẽ đục ngầu, không thể tìm được rùa nữa, hoặc chúng bơi ra chỗ nước sâu, chui vào hầm đá
Nếu đâm trúng mai rùa, người thợ săn sẽ dùng búa đóng đinh thật lực, để đinh xuyên qua chiếc mai cứng như đá, cắm vào phần nội tạng của rùa, sau đó, tiếp tục phóng những chiếc đinh ba xuống rồi đóng tiếp. Quá trình đóng đinh vào lưng rùa rất vất vả, bởi loài rùa này rất khỏe, chúng kéo thợ săn chạy nháo nhào trên mặt nước. Khi con rùa đã đuối sức, thợ săn sẽ thả móc sắt xuống, móc chặt vào một bên mai, kéo mạnh, khiến rùa bị lật ngửa lên mặt nước. Họ sẽ dùng những dây lạt dẻo buộc chéo chân rùa lại, khiến nó không thể giãy giụa được nữa. Lúc này, người thợ săn chỉ việc buộc thừng kéo rùa vào bờ.
Trong một cuộc săn tại đầm Ao Châu, một con rùa khổng lồ bị trúng lao, bị búa đóng lao thấu vào phần nội tạng của rùa, chiếc lao liên tiếp được phóng xuống và liên tiếp được đóng sâu vào thân rùa. Dù cả chục chiếc lao sắt đã đâm chi chít vào lưng rùa, song nó vẫn còn rất khỏe và hung tợn. Khi rùa đuối sức, họ dùng móc sắt lật ngửa rùa lên, dùng lạt mềm trói chân, buộc mồm rùa lại, rồi khênh nó lên bờ xẻ thịt. Thợ săn phải nhằm đúng lúc con ba ba khổng lồ mon men vào bờ, vừa ngóc đầu lên, thì bị chiếc cào sắt dùng để kéo cỏ bổ một cú thấu thịt vào đầu con ba ba, con ba ba đau quá, rúc vào bềnh cỏ, khi tìm chỗ trốn, nhảy xuống, dùng chiếc sào chọc chọc để tìm lưng. Khi đã xác định được phần riềm của con ba ba, mọi người cùng nhảy xuống, tập trung vào một bên để lật nó, sau khi lật ngửa được con ba ba, rồi dùng dây dù buộc chân nó lại dùng chiếc đinh ba to bằng cổ tay xoắn dây buộc chân để chốt chặt.

## Việt Nam
Việt Nam là nơi đa dạng về hệ sinh thái, trong hệ động vật Việt Nam có sự phần bố của họ nhà rùa, ba ba với khoảng ba chục loài rùa quý. Ngày xưa, rùa bò đầy suối, lổm ngổm trong rừng, trông như cái thuyền thúng úp ngược bò lên bãi cát ven biển đẻ trứng. Rùa mai mềm nước ngọt, hay còn gọi là rùa Hồ Gươm, hay con giải, con trạnh, cũng rất nhiều. Người dân cũng ăn ba ba, ăn rùa, nhưng vì loài bò sát máu lạnh này có nhiều, nên người ta chỉ bắt một lượng đủ ăn. Từ khi mở cửa thông thương, buôn bán với người Trung Quốc, thì rùa, ba ba ít dần.
Rùa tuyệt chủng chủ yếu do dân bắt bán qua bên kia biên giới, bán cho thị trường Trung Quốc tiêu thụ, ngay cả như loài rùa Hồ Gươm, hay còn gọi là con giải, với ngồn ngộn thịt, với bộ riềm, nghe người dân vùng Yên Bái, Phú Thọ kể rằng, nhai cứ giòn tan, béo ngậy. Dân Việt Nam vốn không ăn rùa, coi rùa là linh vật, nhưng thấy người Trung Quốc ráo riết thu mua, chế biến đủ các món thập toàn đại bổ, thì cũng đem rùa đi hấp muối, bắt giải khổng lồ xẻ thịt xào giả cầy, sốt vang, cũng xay mai thành bột làm thuốc tráng dương bổ thận, do đó các loài rùa tiến đến bờ vực tuyệt chủng.
Tại Việt Nam, những mối đe dọa nghiêm trọng nhất đối với rùa biển ở Việt Nam là ngư dân đánh bắt một cách tình cờ và vô tình rùa dính lưới (được gọi là đánh bắt không chủ ý) và trực tiếp bắt các con cái đang làm tổ và lấy trứng của chúng. Những nguyên nhân gây ra mối đe dọa lớn nhất cho rùa biển là từ các tàu đánh cá bằng lưới kéo tầng đáy, lưới rê, nghề câu kiều và các thợ lặn bắt giáp xác và nhuyễn thể. Đánh bắt không chủ ý gây ra ít nhất một nghìn trường hợp rùa bị chết hàng năm.
Việc bắt rùa và trứng của chúng từ các bãi biển là một trong những nguyên nhân chính dẫn đến việc giảm số lượng làm tổ. Hầu hết những bãi biển mà trước đây có ghi nhận sự xuất hiện của tổ rùa thì giờ đây đã hoàn toàn biến mất. Hiện nay, vẫn còn một số ngư dân khai thác rùa biển, vô tình khai thác gặp rùa biển nhưng không thả rùa biển lại với đại dương mà đem về mua bán, giết mỗ. Giai đoạn 2004-2010, mỗi năm ở Việt Nam có khoảng 1.000 con rùa biển bị săn bắt, buôn bán, trong đó có nhiều rùa non, vích hay rùa da - một loài đặc biệt quý hiếm.
Vào đầu thập kỷ 90 của thế kỷ trước, xóm Lau Nghĩa, xã Thái Bình, khi đi câu ở đầm Quỳnh Lâm cũng đã bắt được một con rùa nặng tới 84 kg, con rùa nặng kỷ lục cũng được bắt ở đầm Quỳnh Lâm vào năm 1991, nặng tới 131 kg. Con ba ba khổng lồ bắt được ở đầm Quỳnh Lâm, hiện trưng bày ở Bảo tàng Hòa Bình chính là con giải, là loài rùa Hồ Gươm khổng lồ, với cân nặng 121 kg, chiều dài 1,5m, nó có tuổi khoảng 300 năm Ngoài ra, những câu chuyện kể tại vùng sông Hồng xác tín về một con giai khổng lồ bị đặt được với cân nặng 2,5 tạ,
Có những thợ săn rùa đã lôi lên từ lòng hồ nhiều con rùa khổng lồ để xẻ thịt ăn, đem bán và chia cho dân làng. Đùi rùa to và nhiều thịt hơn cả đùi lợn, nên chặt ra nấu một nồi đại, cả nhà ăn không hết. Thịt rùa khổng lồ mùi vị cũng không khác mấy thịt ba ba, nên không ấn tượng lắm. Trước đây, người dân quanh hồ săn được rùa khổng lồ, loài rùa Hồ Gươm được họ gọi là con ba ba. Với những thiết bị săn bắt chuyên dụng, họ lôi được cả những con rùa nặng cả tạ lên bờ làm thịt, một thợ đánh cá còn tóm được một con rùa nặng tới 60 kg